# Memorial Juan Manuel Santisteban
El Memorial Juan Manuel Santisteban es una prueba ciclista de un día amateur española, que se disputa en la ciudad de Colindres (Cantabria) y sus alrededores, en el mes de agosto. Creada en 2002 desde sus inicios forma parte del calendario nacional español.
Está organizado por el Club Ciclista Colindres. El nombre de la prueba viene como homenaje a Juan Manuel Santisteban, fallecido durante la disputa de la primera etapa del Giro de Italia 1976. 

## Palmarés
| Año  | Ganador                    | Segundo                  | Tercero                 |
| ---- | -------------------------- | ------------------------ | ----------------------- |
| 2002 | Andrei Korovine            |                          |                         |
| 2003 | Gustavo Rodríguez Iglesias | David Santoveña          | Eduard Vorganov         |
| 2005 | Óscar García-Casarrubios   | Eladio Sánchez           | Juan Francisco Mourón   |
| 2006 | Unai Elorriaga             | Aitor Motriko            | Hernán Ponce            |
| 2007 | Pedro Merino               | Ismael Esteban           | Alberto Fernández Sainz |
| 2008 | Alberto Ibáñez             | Marcos Miguel            | Felipe Santamaría       |
| 2009 | David Gutiérrez Gutiérrez  | Carlos Oyarzún           | Jozef van Haren         |
| 2010 | Carlos Oyarzún             | Mohamed Méndez           | Yelko Gómez             |
| 2011 | Jesús Ezquerra             | David Gutiérrez Palacios | Mario Gutiérrez         |
| 2012 | Mario González Salas       | Arkaitz Durán            | Jon de la Peña          |
| 2013 | David Francisco            | Unai Elorriaga           | Kepa Vallejo            |
| 2014 | Israel Nuño                | Mikel Hernández          | José Manuel Gutiérrez   |
| 2015 | Marcos Jurado              | Álvaro Trueba            | Aser Estévez            |
| 2016 | David Civera               | Antonio Soto             | Alexander Unzueta       |
| 2017 | José Antonio García Martín | Aliaksandr Piasetski     | Ángel Gutiérrez Sanz    |
| 2018 | David González López       | Antonio Angulo           | Jefferson Cepeda        |
| 2019 | Kevin Suárez               | Iván Cobo                | Jorge Martín Montenegro |
| 2020 | Thomas Armstrong           | Xabier Azparren          | Jokin Murguialday       |
| 2021 | Iván Cobo                  | Mikel Retegi             | Unai iribar             |
| 2022 | Andrew Vollmer             | Xabier Berasategi        | Fergus Robinson         |
| 2023 | José Autrán                | Unai Esparza             | Unai Zubeldia           |

## Palmarés por países
| País           | Victorias |
| -------------- | --------- |
| España         | 15        |
| Chile          | 2         |
| Rusia          | 1         |
| Reino Unido    | 1         |
| Estados Unidos | 1         |